# Basin and Range National Monument
Le Basin and Range National Monument est un monument national américain désigné comme tel par le président des États-Unis Barack Obama le 10 juillet 2015. Il protège 285 000 hectares dans les comtés de Lincoln et Nye, au Nevada.

## Description
La zone a une importance géologique, écologique, culturelle, historique, sismologique, archéologique et paléoclimatologique.  La zone est située dans une région de transition entre le désert de Mojave et la steppe à armoise du Grand Bassin. 
Les principales caractéristiques du monument national comprennent: Garden Valley et Coal Valley ; les montagnes Worthington, contenant la zone de nature sauvage des montagnes Worthington; la chaîne du Golden Gate ; le Seaman Range ; la chaîne du mont Irish ; les Hiko Narrows ; les White River Narrows ; et le site d'art rupestre de la Shooting Gallery.

## Faune
Elle comprend le mouflon du désert, l'aigle doré, et de nombreuses espèces de lézards, de serpents et de chauve-souris. 

## Galerie

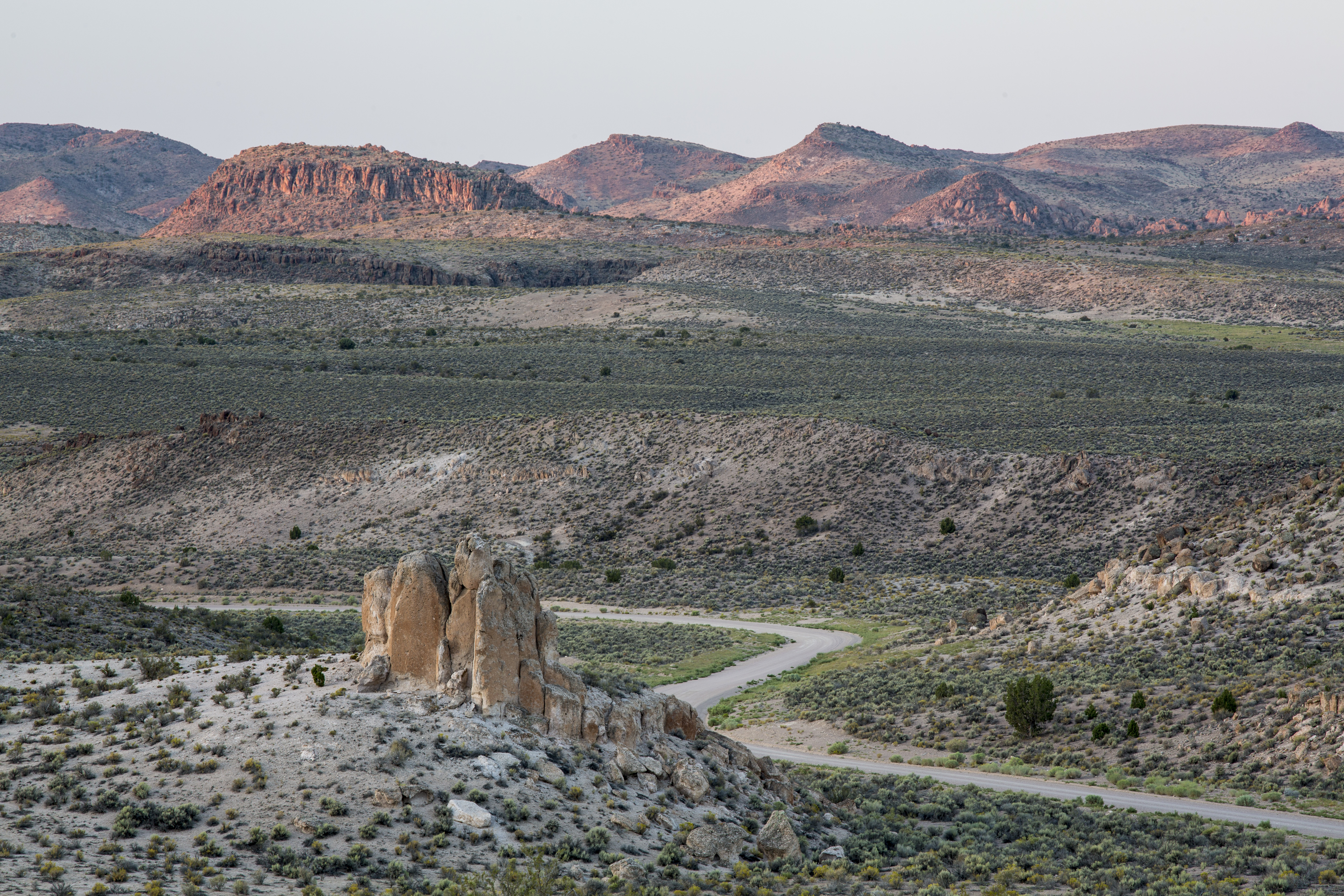
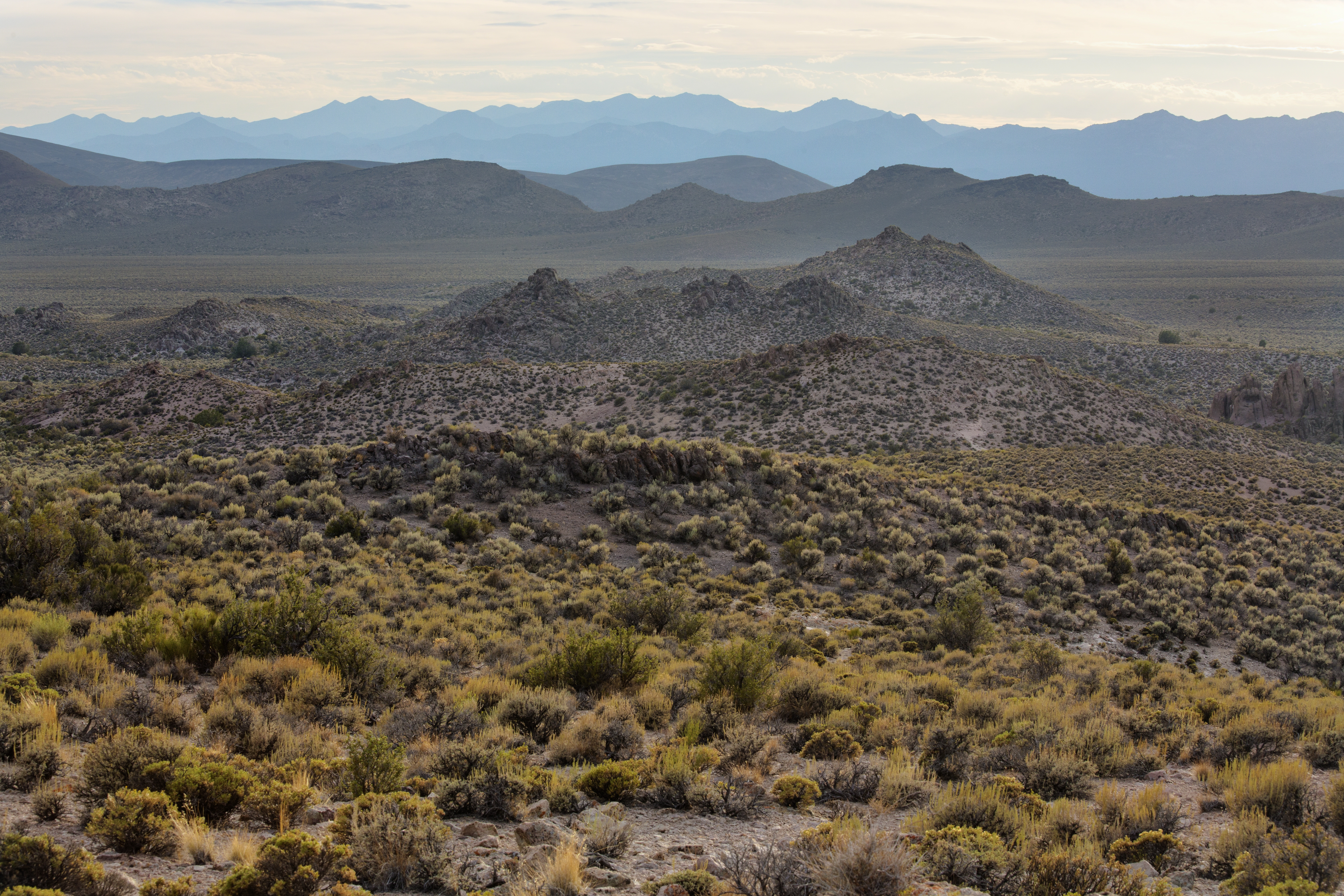
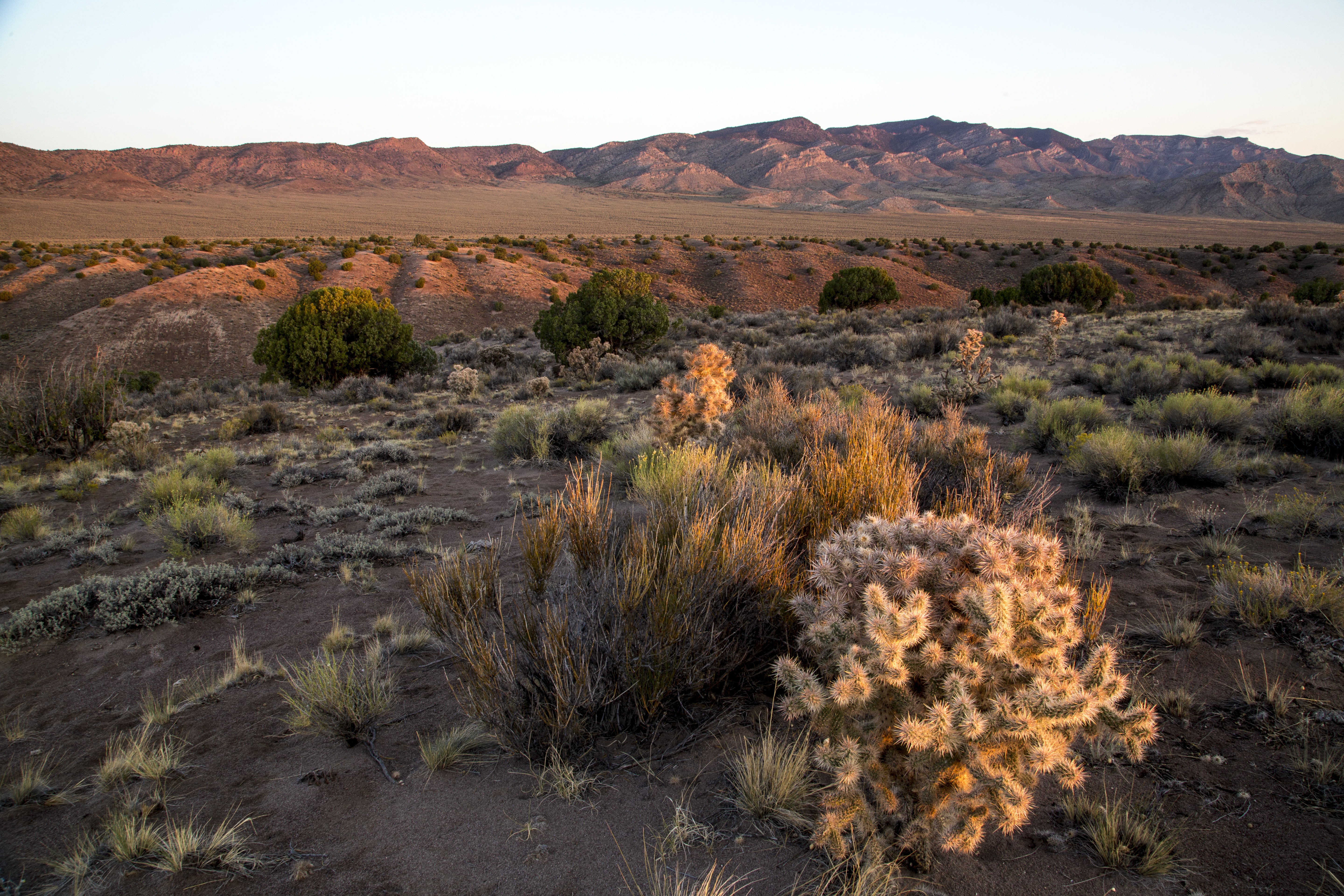
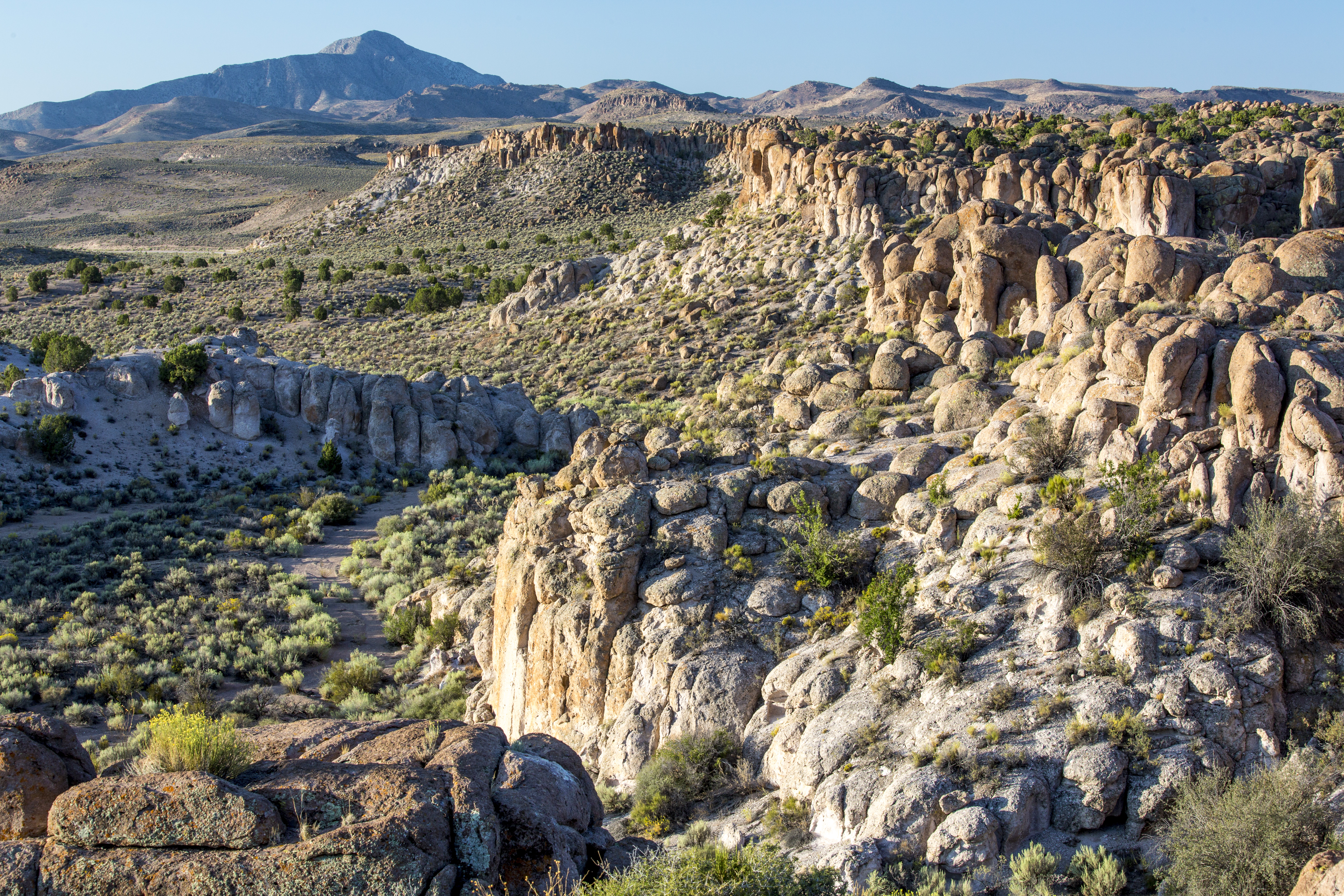
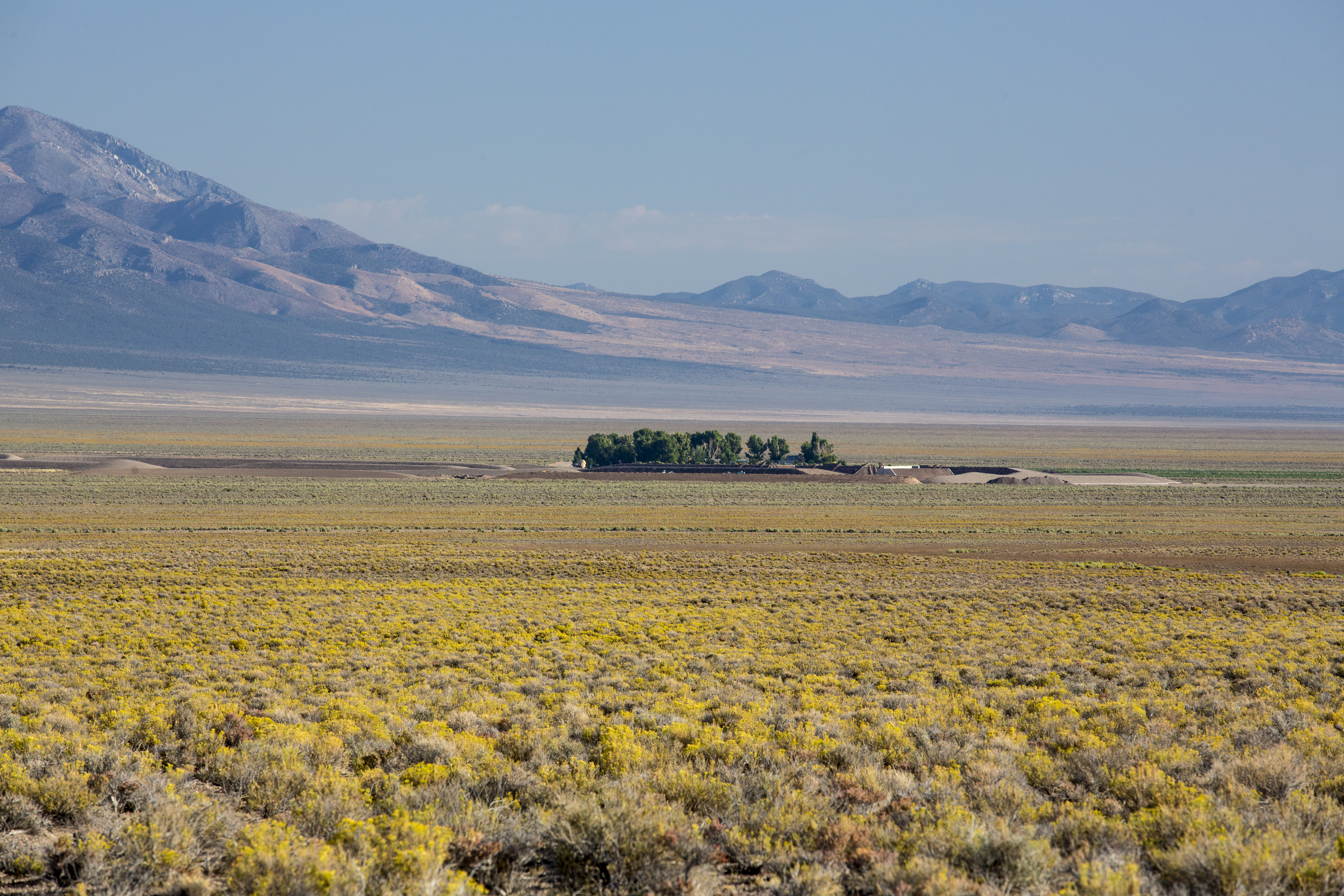
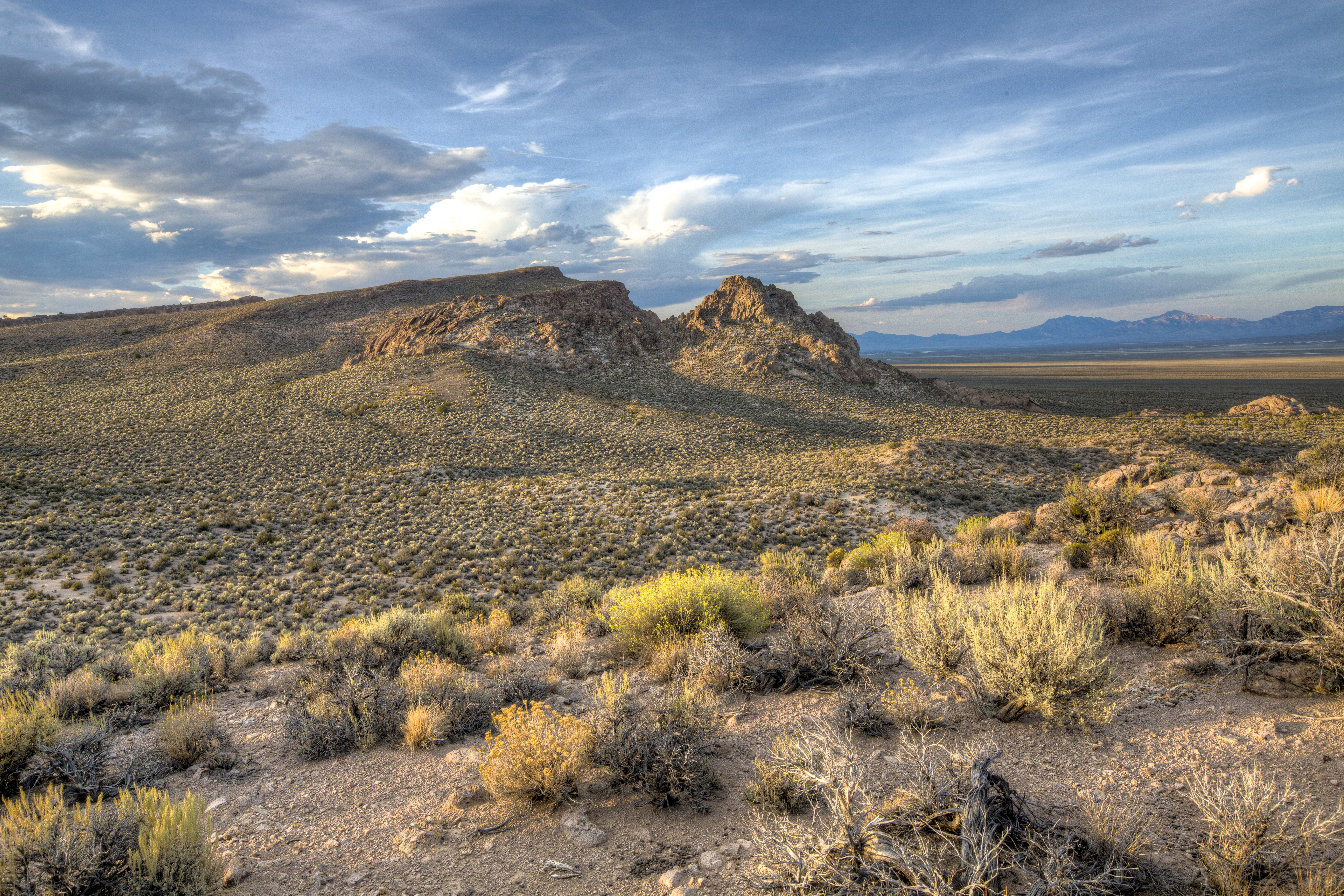
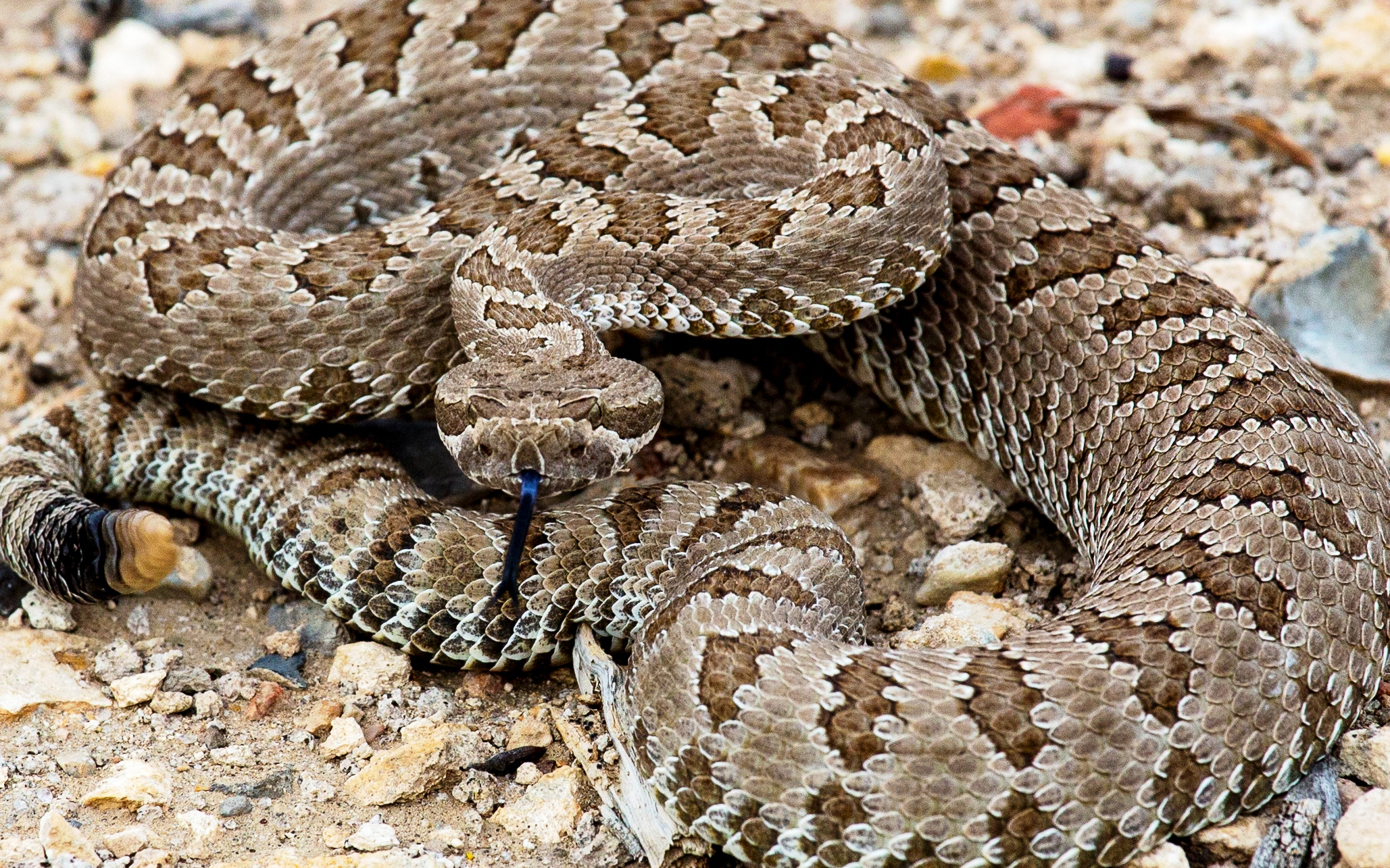
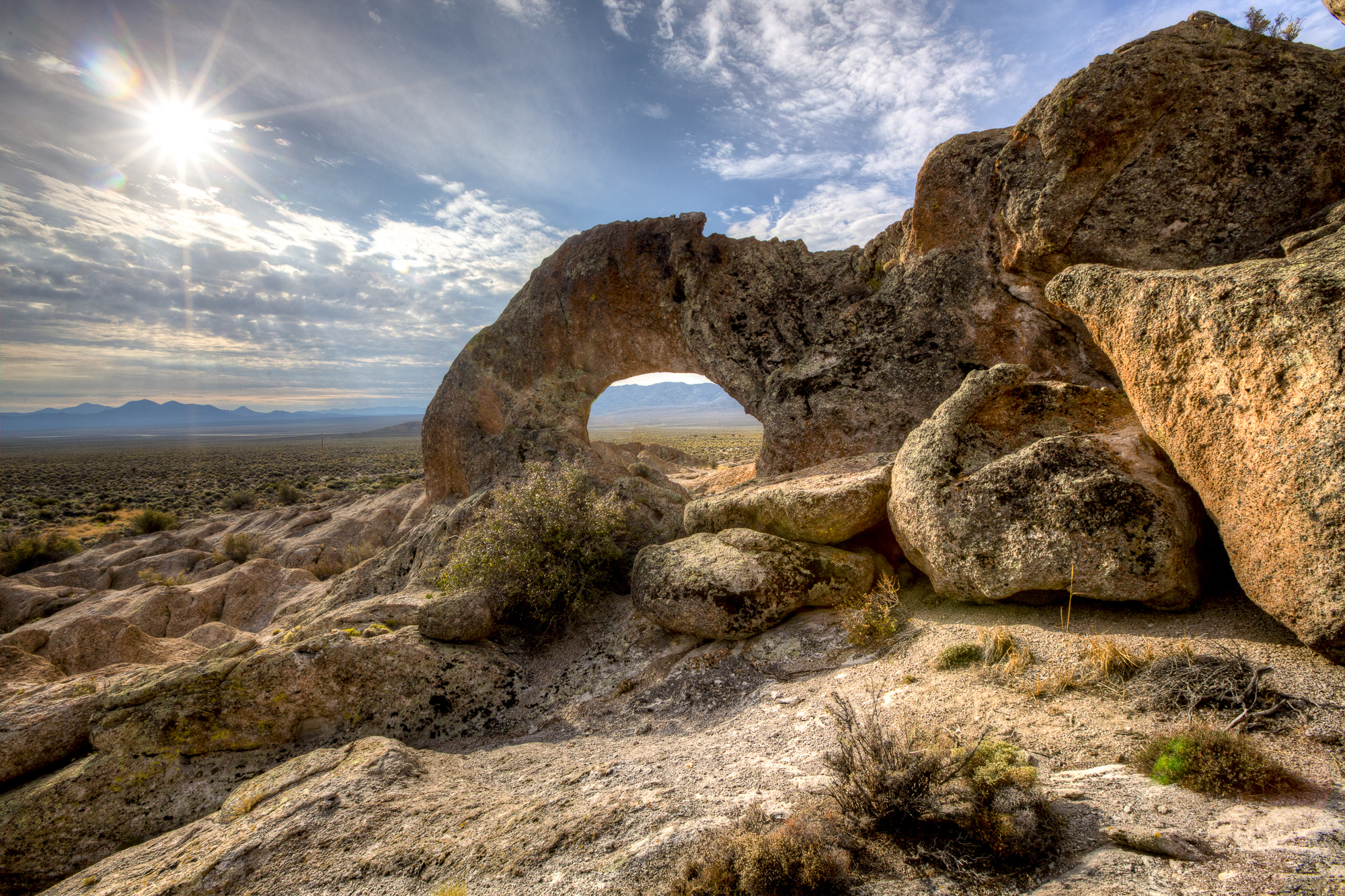
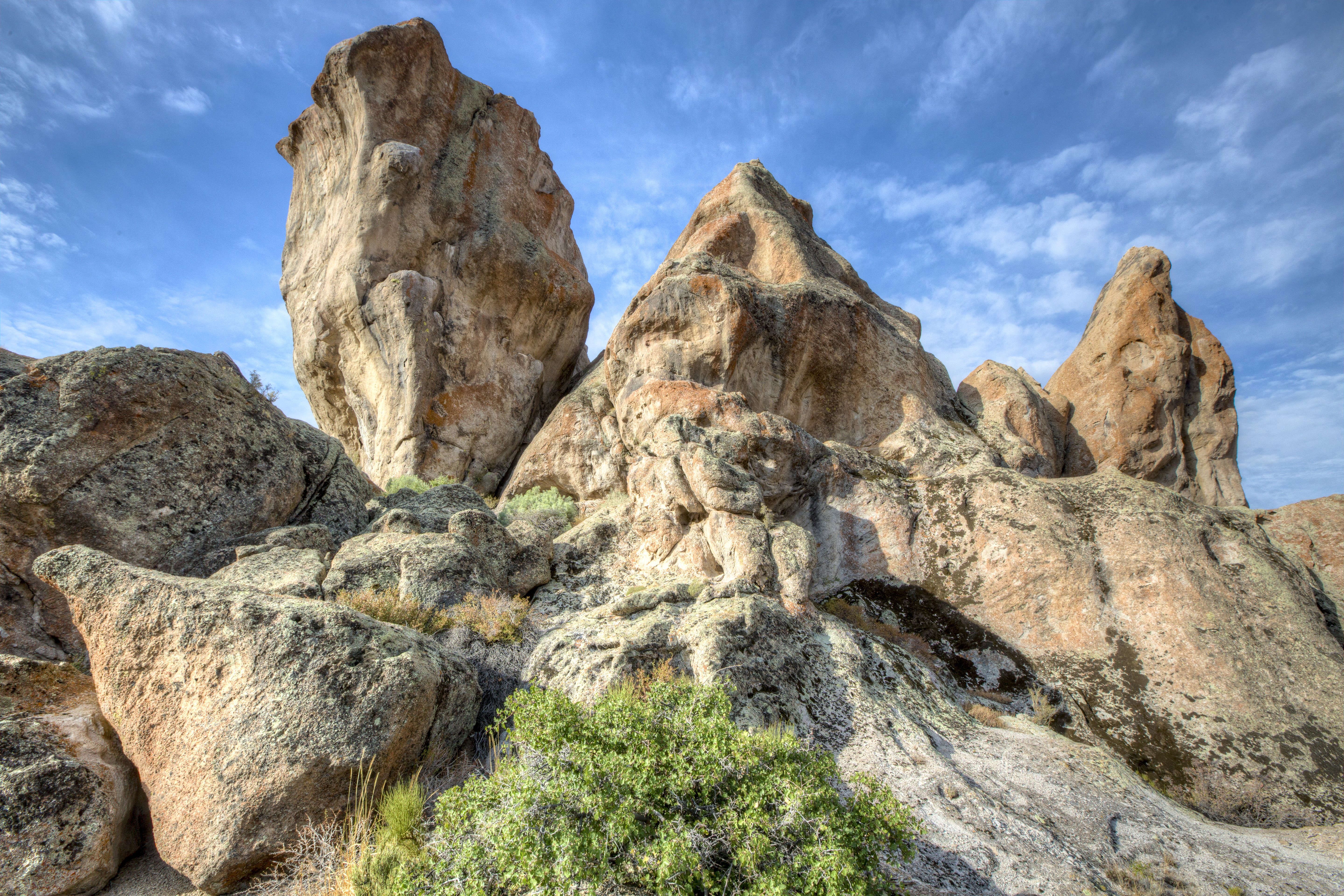